# 沙佩科
沙佩科（葡萄牙語發音：[ʃapeˈkɔ]）是巴西圣卡塔琳娜州的一个市镇。总面积624.308平方公里，总人口164992人，人口密度264.3人/平方公里。
是天主教沙佩科教區的駐地。